# Daniel Arce
Daniel Arce Ibañez (* 22. April 1992 in Burgos) ist ein spanischer Leichtathlet, der über 3000 Meter Hindernis antritt.

## Sportliche Laufbahn
Daniel Arce tritt seit 2010 in internationalen Wettkämpfen im Hindernislauf an. Nachdem er Anfang Juli den zweiten Platz bei den spanischen U20-Meisterschaften belegt hatte, trat er noch im selben Monat bei den U20-Weltmeisterschaften im kanadischen Moncton an. Dort schied er allerdings als Neunter seines Vorlaufs aus. Im Frühjahr 2011 trat er bei den Crosslauf-Weltmeisterschaften in seiner spanischen Heimat im U20-Rennen an. Dabei belegte er den 94. Platz. Über 3000 Meter Hindernis wurde er im Sommer spanischer U20-Meister und trat dann anschließend, wie bereits im Vorjahr, im selben Monat bei den U20-Europameisterschaften in Tallinn an. Diesmal überstand er den Vorlauf und belegte in 9:13,07 min im Finale den zehnten Platz. 2012 trat er ausschließlich in landesweiten Wettkämpfen über 1500 Meter an.
Über diese Distanz trat er in den folgenden Jahren ausschließlich bei den spanischen Meisterschaften und weiteren nationalen Meetings an, konnte dabei allerdings keine vorderen Plätze erreichen. Nachdem er die Saison 2016 komplett verpasst hatte, trat er erstmals 2017 wieder im Hindernislauf an. Im Vergleich zu seiner Bestzeit von 9:08,54 min aus dem Jahr 2011, konnte er sich 2018 auf eine Zeit von 8:29:24 min verbessern. Mit seinem zweiten Platz bei den spanischen Meisterschaften 2018 gelang ihm die Qualifikation für die Europameisterschaften in Berlin. Zunächst startete Arce bei den Mittelmeerspielen in Tarragona, bei denen er den achten Platz belegte. In Berlin zog er als Dritter seines Vorlauf in das Finale ein, in dem er in 8:38,12 min den sechsten Platz belegte. Im Frühjahr 2019 belegte er den fünften Platz bei den spanischen Hallenmeisterschaften über 3000 Meter. In Rom stellte Arce im Juni eine Bestzeit von 8:20,16 min über 3000 Meter Hindernis auf. Ihm gelang die Qualifikation für die Weltmeisterschaften in Doha. Dort schied er als Neunter des Vorlaufs aus und belegte den insgesamt 28. Platz. 
Im August 2020 verbesserte er seine Bestzeit beim Diamond League Meeting in Monaco auf 8:19,40 min, im Juni des folgenden Jahres auf 8:17,59 min. Damit war er für die Olympischen Sommerspiele in Tokio qualifiziert, schied allerdings nach dem Vorlauf, mit deutlichem Abstand zur Bestzeit, vorzeitig aus. 2022 stellte er im Juni in Rom in 8:14,31 min wiederum eine neue Bestzeit auf. Einen Monat später nahm er in den USA an seinen zweiten Weltmeisterschaften teil. Als Fünfter seines Vorlaufes konnte er in sein erstes WM-Finale einziehen, das er schließlich als Neunter beendete. Nach den Weltmeisterschaften reiste er nach München zu den Europameisterschaften. Dort erreichte er nach 2018 sein zweites EM-Finale und verpasste im Zielsprint als Vierter nur knapp eine Medaille. 2023 trat Arce im August bei den Weltmeisterschaften in Budapest an. Genau wie ein Jahr zuvor bei den Weltmeisterschaften in Eugene kam er im Finale auf den neunten Platz.

## Wichtige Wettbewerbe
| Jahr                | Veranstaltung             | Ort                 | Platz               | Disziplin           | Zeit                |
| Startet für Spanien | Startet für Spanien       | Startet für Spanien | Startet für Spanien | Startet für Spanien | Startet für Spanien |
| ------------------- | ------------------------- | ------------------- | ------------------- | ------------------- | ------------------- |
| 2010                | U20-Weltmeisterschaften   | Moncton             | 21.                 | 3000 m Hindernis    | 9:10,82 min         |
| 2011                | U20-Europameisterschaften | Tallinn             | 10.                 | 3000 m Hindernis    | 9:13,07 min         |
| 2018                | Mittelmeerspiele          | Tarragona           | 8.                  | 3000 m Hindernis    | 8:43,67 min         |
| 2018                | Europameisterschaften     | Berlin              | 6.                  | 3000 m Hindernis    | 8:38,12 min         |
| 2019                | Weltmeisterschaften       | Doha                | 28.                 | 3000 m Hindernis    | 8:31,69 min         |
| 2021                | Olympische Sommerspiele   | Tokio               | 37.                 | 3000 m Hindernis    | 8:38,09 min         |
| 2022                | Weltmeisterschaften       | Eugene              | 9.                  | 3000 m Hindernis    | 8:30,05 min         |
| 2022                | Europameisterschaften     | Berlin              | 4.                  | 3000 m Hindernis    | 8:25,00 min         |
| 2023                | Weltmeisterschaften       | Budapest            | 9.                  | 3000 m Hindernis    | 8:18,31 min         |

## Sonstiges
Daniel Arce studiert an der Universität Burgos.

## Persönliche Bestleistungen
Freiluft
- 1500 m: 3:42,26 min, 24. Juni 2017, Bilbao
- 3000 m: 7:55,82 min, 29. Juli 2020, Castellón de la Plana
- 3000 Meter Hindernis: 8:10,63 min, 9. Juni 2023, Paris
- 5000 m: 13:35,56 min, 18. Mai 2023, Nerja

Halle
- 1500 m: 3:52,18 min, 12. Januar 2019, Salamanca
- 3000 m: 7:50,64 min, 23. Januar 2021, Valencia